# Diareusa annularis
Diareusa annularis är en insektsart som först beskrevs av Olivier 1791.  Diareusa annularis ingår i släktet Diareusa och familjen lyktstritar. Inga underarter finns listade i Catalogue of Life.